# Alexander Wiktorowitsch Sosnowski

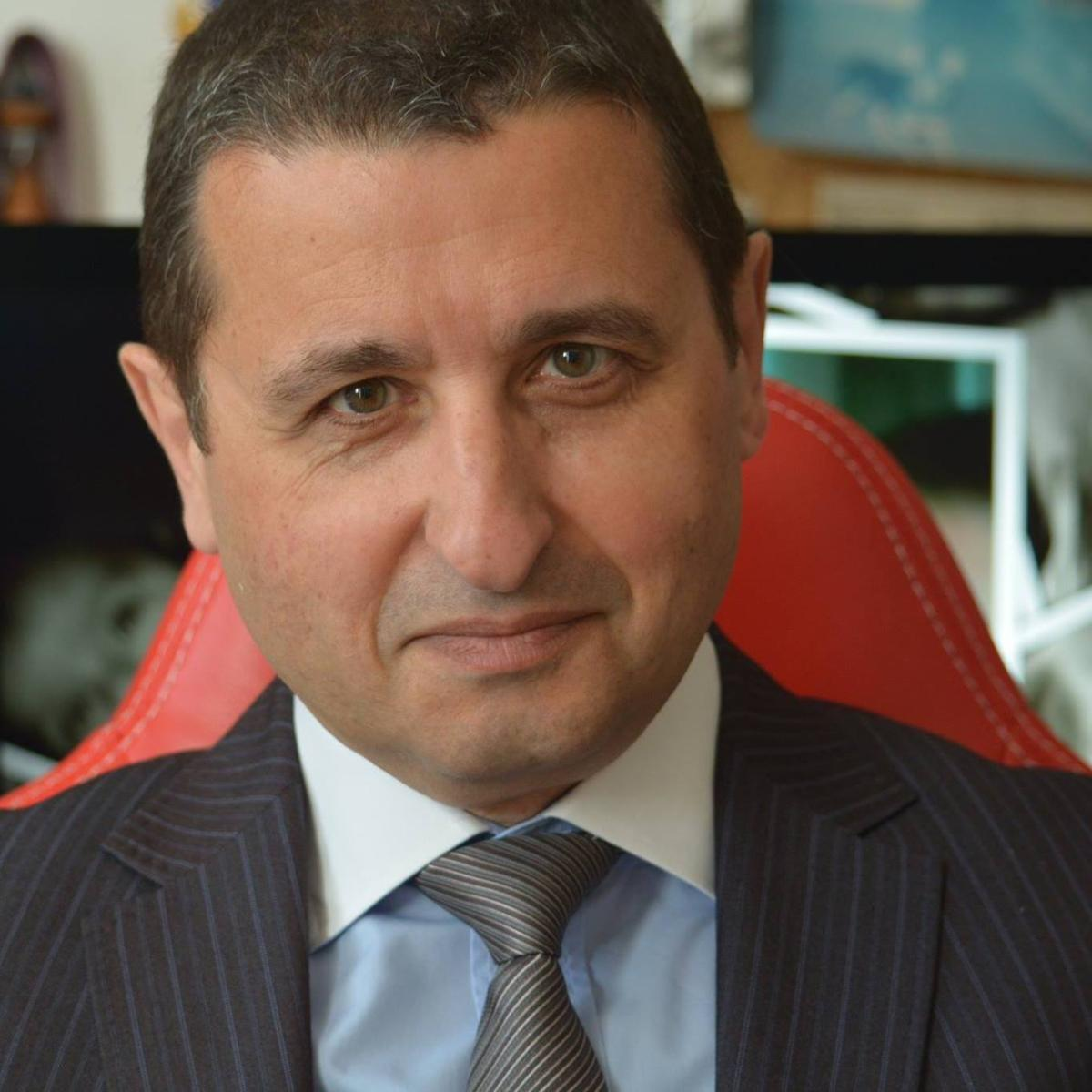
Alexander Sosnowski (2010)

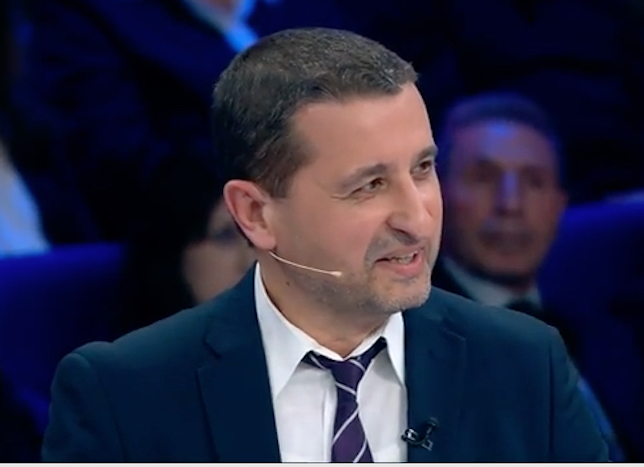
Sosnowski bei einem TV-Auftritt (2017)

Alexander Wiktorowitsch Sosnowski (russisch Александр Викторович Сосновский; * 1955 in Kiew, Ukrainische Sozialistische Sowjetrepublik) ist ein russischer Publizist, Buchautor und prorussischer Propagandist.

## Werdegang
Nach dem Wehrdienst arbeitete Sosnowski einige Zeit als Kfz-Mechaniker und erhielt eine Weiterbildung an einem Institut für Automechanik. In der weiteren Karriere arbeitete er unter anderem als stellvertretender Direktor eines Werkzeugmaschinenbauunternehmens. Später gründete er eine Privatklinik für Alternative Medizin in Krasnodar.
Sosnowski lebt in Deutschland. Seine Artikel wurden in Die Welt, Focus, Das Parlament, dem Bundeswehrmagazin loyal – Verbandsmagazin für Sicherheitspolitik, IMS -Internationales Magazin für Sicherheit und Liberal veröffentlicht. Über zehn Jahre lang war Sosnowski als Deutschlandkorrespondent und Autor bei der russischen Zeitung Moskowskije Nowosti (Moscow news) tätig. Ab 2007 war er als Korrespondent und Autor im Hauptstadtstudio Berlin der Deutschen Welle (russische und ukrainische Redaktion), Autor bei Radio Free Europe, Deutschlandfunk Kultur und der Illustrierten Ogonjok in Moskau. Er war Ko-Moderator bei der Fernsehsendung German Week beim russischsprachigen Sender RTVi.
Um die Zeit der Annexion der Krim im Jahr 2014 wandelte sich Sosnowskis publizistische Tätigkeit. So leitet er seither den Blog world-economy.eu. Bei dem Blog handelt es sich gemäß der Berliner Zeitung um eine One-Man-Show, die immer wieder mit verschwörungstheoretischen Ansichten auffällt.
Sosnowski ist seit 2016 ausländisches Mitglied der Russischen Akademie für Naturwissenschaften (RANW), die nicht mit der renommierten Russischen Akademie der Wissenschaften zu verwechseln ist. Die RANW wurde 1990 gegründet und wird seither dafür kritisiert, dass es bei vielen Mitgliedern an deren wissenschaftlicher Glaubwürdigkeit mangele und einige pseudowissenschaftliche Theorien wie Sozionik von Aušra Augustinavičiūtė und Anatoli Fomenkos Neue Chronologie vertreten werden. 2016 wurde Sosnowski ein „Doktorgrad“ der Akademie verliehen. Er ist Mitglied im Redaktionsrat der Zeitschrift Audit in Moskau, im Deutschen Journalisten-Verband und bei der Deutschen Gesellschaft für Auswärtige Politik.
Sosnowskis Buch Und immer wieder Versailles: Ein Jahrhundert im Brennglas besteht im Wesentlichen aus Interviews von Willy Wimmer und hat nach Einschätzung von Nicolas Butylin (Berliner Zeitung) starke geschichtsrevisionistische Züge. Seit 2015 tritt er bei russischen Fernsehformaten wie 60 Minuten, Das Recht zu wissen und im belarussischen Staatsfernsehen auf. Nach eigenen Angaben referiert Sosnowski „regelmäßig zu den Themen Russland, Sicherheitspolitik, GUS u. ä. bei verschiedenen Instituten, wie z.b.[sic.] Haus Rissen, Hamburg, FNSt [Friedrich-Naumann-Stiftung] u. a.“ Am 22. Juni 2018 war er gemeinsam mit Mitgliedern der AfD und der FPÖ auf einem Podium über deutsche Außen- und Sicherheitspolitik und leugnete die Annexion der Krim durch Russland im Jahr 2014. Es handelte sich vielmehr um „eine rechtmäßige, demokratische Entscheidung von Russen durch ein Referendum“.

## Fernsehauftritte in Russland
Seit dem russischen Überfall auf die Ukraine im Februar 2022 befindet sich Sosnowski überwiegend in Moskau und tritt regelmäßig in Polit-Talkshows, wie Sonntagabend mit Wladimir Solowjow und 60 Minuten, des russischen Staatsfernsehens auf. Auch im belarussischen Staatsfernsehen ist er häufig Gast. Dort wird er als „renommierter Politologe“ und „Experte für die deutsche Russlandpolitik“ vorgestellt. Er ist entweder aus seinem Büro in Deutschland zugeschaltet oder live im Studio in Russland. Als vermeintlich unabhängiger Experte vorgestellt, vertritt Sosnowski jedoch stets kremltreue Positionen. Dadurch sollen die russischen Zuschauer glauben, dass auch im Ausland ähnlich gedacht wird wie im Staatsfernsehen.
In einer n-tv-Sendung wurde er am Abend des ersten Kriegstages zum russischen Überfall befragt. Sosnowski war aus Moskau zugeschaltet. Im Gespräch zeigte er sich „vom Krieg zweier Brüdervölker“ überrascht.
Kurz vor der Reise von Bundeskanzler Olaf Scholz im Juni 2022 nach Kiew trat Sosnowski in Wladimir Solowjows Sendung auf. Die beiden sprachen darüber, „eine weitere Front zu eröffnen und das wehrlose Deutschland anzugreifen“. Solowjow sagte: „Dann sollten wir eine zweite Front eröffnen und auf Deutschland draufhauen, solange sie komplett unbewaffnet sind. Damit es keine Illusionen bei den Nazis gibt.“
Seit dem 15. Januar 2023 befindet sich Sosnowski auf der Sanktionsliste der Behörde für Korruptionsprävention der Ukraine für die Unterstützung des russischen Überfalls.

## Bücher
- Das Tschetschenen-Syndrom. Mauer Verlag, 2003, ISBN 3-937008-52-7.
- Das Georgien-Syndrom.  Mauer Verlag, 2010, ISBN 978-3-86812-221-3.
- als Herausgeber: World Economy de Facto. Verlag World Economy S.L, 2015, ISBN 978-84-606-7414-6.
- Und immer wieder Versailles. Ein Jahrhundert im Brennglas. Alexander Sosnowski im Gespräch mit Willy Wimmer, Verlag zeitgeist, ISBN 978-3-943007-23-7.